# Sam Mangwana
Sam Mangwana (Kinshasa, 21 febbraio 1945) è un cantante di soukous ("rumba africana") della Repubblica Democratica del Congo. È uno dei più popolari interpreti di questo genere musicale.
Nato da genitori di origine angolana, durante la sua gioventù a Kinshasa ebbe di ascoltare molti gruppi musicali stranieri (soprattutto cubani), che influirono in modo decisivo sul suo gusto musicale e il suo stile. Nel corso della sua lunga carriera ha militato in numerose formazioni storiche di soukous, inclusi African Fiesta, Festival des Maquisards, TPOK Jazz e African All Stars. Recentemente ha abbandonato il soukous tradizionale orientandosi decisamente verso il mercato internazionale della world music; il suo album Galo negro (Putumayo 1998) viene considerato uno dei suoi capolavori.

## Discografia parziale
- Aladji (Shanachie, 1989)
- Maria Tebbo/Waka Waka (Stern's Africa, 1995)
- Galo Negro (Putumayo 1998)
- Sam Mangwana Sings Dino Vangus (Stern's Africa, 2000)
- Lubamba (2016)